# 앤드루 두루탈로
앤드루 마타이니노투 벤 슬라이크 마타이니노투 두루탈로(영어: Andrew Mataininotu Van Slyke Mataininotu Durutalo, 1987년 10월 25일 ~ )는 미국의 럭비 선수이다.

## 내력
뉴욕에서 태어났으며, 일본의 하쿠오 대학교에 유학했다. 2006년에 피지 U-20 대표팀에 발탁되어 주장으로 활약했다. 이후 2011년 미국 7인제 럭비 국가대표로 처음 발탁되었고, 2012년에 캐나다와의 경기를 통해 럭비 유니언 국가대표로 처음 출전했다.
이후 2015년 럭비 월드컵에 미국 국가대표로 참가하여 일본전에 출전했다. 2016년에 일본의 슈퍼 럭비팀인 선울브스에 입단하여 1시즌 동안 활동했다.